# Nihari

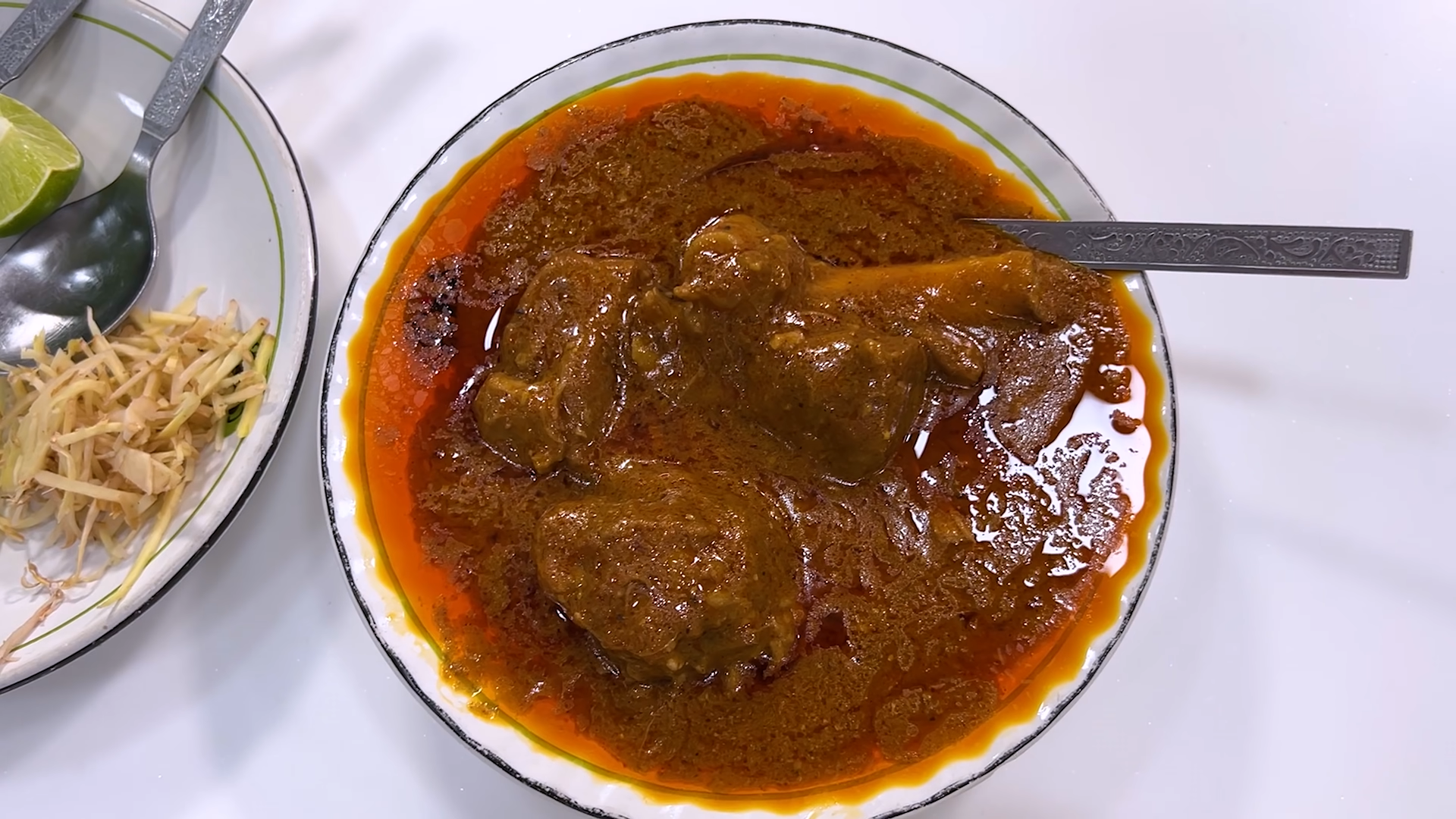
Lamm Nihari aus Delhi

Nihari (Urdu: نہاری; Hindi: निहारी; Bengali: নিহারী) ist ein Eintopfgericht, welches vorwiegend unter südasiatischen Muslimen verbreitet ist. Es besteht aus langsam gegartem Fleisch, meistens Lammfleisch. Es gibt allerdings auch Versionen mit Rindfleisch, Ziegenfleisch, Mark oder Geflügelfleisch. Das Gericht hat seinen Ursprung im Mogulreich und gilt heute als das Nationalgericht von Pakistan.

## Geschichte
Der Name Nihari stammt aus dem Arabischen nahâr (نهار), was „Morgen“ bedeutet; ursprünglich wurde es von den Nawabs im Mogulreich als Frühstücksgericht nach dem Fadschr-Gebet gegessen. Das Gericht stammt aus dem 17. oder 18. Jahrhundert und wurde wahrscheinlich in Alt-Delhi oder Lucknow erfunden. Es war als schweres, energiereiches Frühstücksgericht auf leeren Magen von Arbeitern und Bauarbeitern, insbesondere in kälteren Klimazonen und Jahreszeiten in Nordindien beliebt. Es erfreute sich allerdings auch breiter Beliebtheit unter den Aristokraten der Mogulzeit.
Nach der Teilung Indiens im Jahr 1947 wanderten viele Urdu sprechende Muslime aus Nordindien nach Pakistan aus und eröffneten eine Reihe von Restaurants, die dieses Gericht servierten. In Karatschi wurde Nihari ein großer Erfolg und wurde zum Nationalgericht in Pakistan.

## Zubereitung

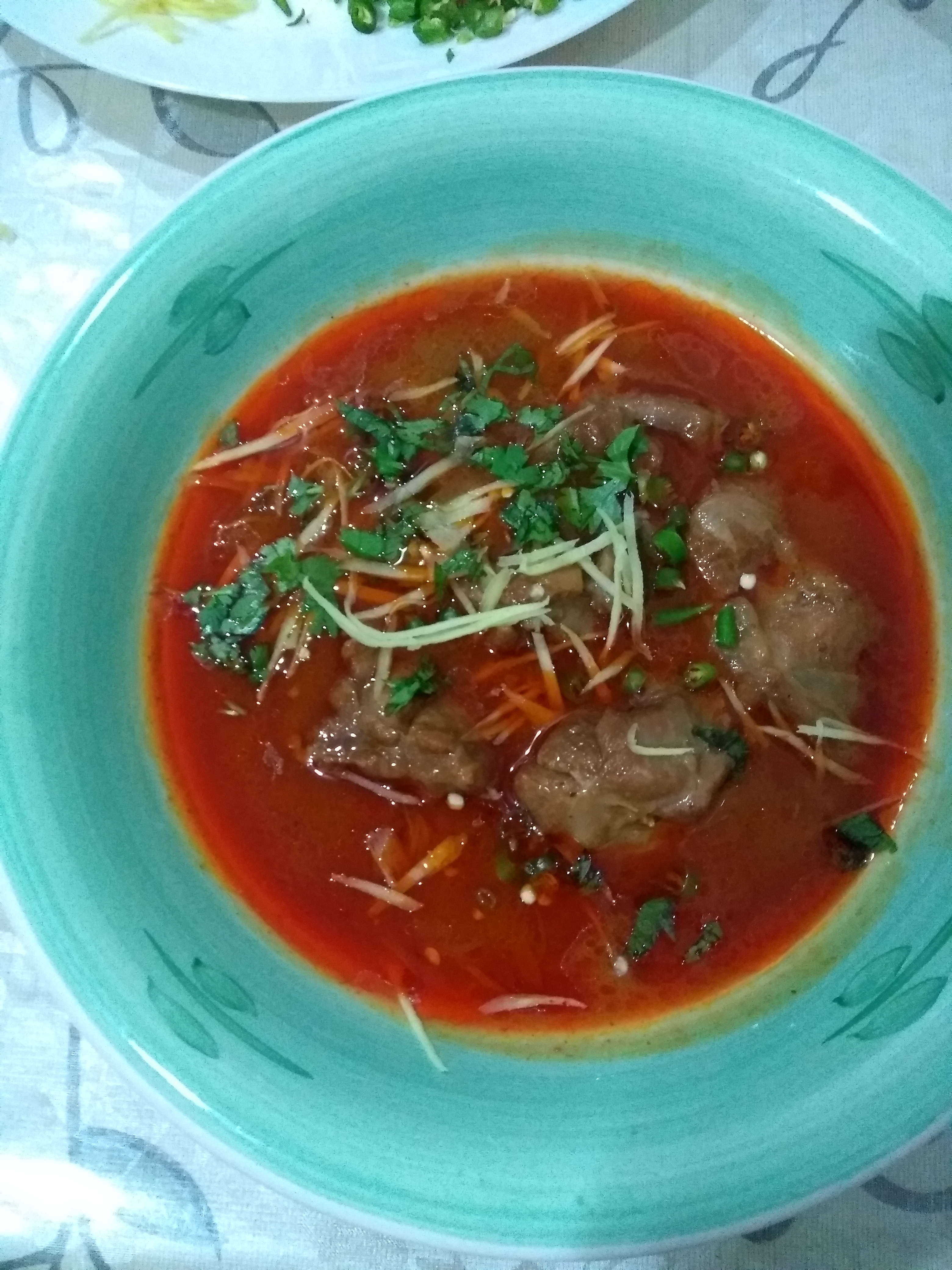
Nihari nach Karatschi-Art (Saudi-Arabien)

Zwiebeln werden zu Beginn in einem Topf braun und kross gebraten und danach wieder aus dem Topf genommen. Dann wird das Fleisch (mit Knochen) angebraten und die Zwiebeln werden wieder hinzugegeben. Dem Fleisch wird eine Masalasauce hinzugefügt und Chilipulver, Ingwer und Knoblauch dienen häufig als Geschmacksverstärker. Das Fleisch und die Sauce werden schließlich für mehrere Stunden gegart und können dann serviert werden. Zum Schluss wird häufig noch Koriander hinzugefügt. Als Beilage wird häufig Naan und/oder Reis gereicht. Das Gericht gibt es in Südasien in verschiedenen lokalen Varianten und mit verschiedenen Gewürzmischungen und Fleischsorten.

## Medizinische Wirkung
Nihari wird auch als Hausmittel bei Fieber, Schnupfen und Erkältung verwendet.